# 全日本有線放送大獎
全日本有線放送大獎，1968年至2000年期間存在的日本音樂獎項。由讀賣電視台和大阪有線放送社（現USEN）共同主辦。獎項存在期間是日本一個最重要的音樂獎項。

## 簡介
大阪有線放送社（現USEN）是日本最大有線放送企業，但並沒有加盟全國有線音樂放送協會（俗稱「全音協」）。全音協在1968年開始舉辦日本有線大獎，大阪有線放送社也沒有參加，而已和讀賣電視台一起舉辦另一個音樂獎項——全日本有線放送大獎。由於兩個獎項的背景、屬性、名稱都相近，常被人混淆；所以當時很多人將「全日本有線放送大獎」通稱為「大阪有線大獎」，將「日本有線大獎」通稱為「東京有線大獎」。
評審對象是經受大阪有線放送社有線放送的歌曲，根據歌曲年度點播量作出評獎。年度點播量最高的歌曲及其演唱歌手獎獲得全日本有線放送大獎（即最高獎）。此外，還設有讀賣電視台特別獎、點播金獎、特別獎、新人獎、最優秀新人獎、審查委員會最優秀獎等獎項。
每年12月第二個週四晚上公佈獲獎名單。大獎獲獎者會獲得100萬日圓的獎金，最優秀新人獎獲獎者會獲得50萬日圓。審查委員會最優秀獎和讀賣電視台最優秀將的獲獎者會獲得30萬日圓。
1996年開始審查對象由歌曲轉變為歌手。2001年，全日本有線放送大獎易名為「ALL JAPAN點播獎」。兩年後的2003年，再次改名為「BEST HIT歌謠祭」。
「BEST HIT歌謠祭」系列的大獎獲獎次數最多的是放浪兄弟（5次，2004年—2005年、2008年—2010年）；曾獲得「全日本有線放送大獎」的獲獎次數最多者是濱崎步（連續4年，2000年—2003年）；而「全日本有線放送大獎」名稱期間大獎獲得次數最多的則為鄧麗君（連續3年，1984年—1986年）。

## 主持人
- 濱村淳 - 1968～1993年
- 鳳蘭 - 1984年
- 宮田輝 - 1977～1981、1985、1986年
- 桂三枝 - 1994年
- 島田紳助、坂本冬美- 1995年
- 神田正輝、三井百合、今田耕司、東野幸治 - 1996年
- 赤坂泰彥 - 1994～1996年
- 堺正章、川島令美 - 1997年
- 堺正章、藤原紀香、中村玉緒 - 1998年
- 堺正章、藤原紀香 - 1999年～2008年（《BEST HIT歌謠祭》時期繼續主持）

## 歷年大獎資料
| 回数   | 放送日         | 放送日         | 受賞者              |
| ------ | -------------- | -------------- | ------------------- |
| 第1回  | 1968年12月日   | 1968年12月日   | 森進一              |
| 第2回  | 1969年12月日   | 1969年12月日   | 青江三奈            |
| 第3回  | 1970年12月4日  | 1970年12月4日  | 內山田洋&Cool Five  |
| 第4回  | 1971年12月日   | 1971年12月日   | 鶴田浩二            |
| 第5回  | 1972年12月7日  | 1972年12月7日  | 內山田洋&Cool Five  |
| 第6回  | 1973年12月8日  | 1973年12月8日  | 品的三重奏          |
| 第7回  | 1974年12月日   | 1974年12月日   | 渡哲也              |
| 第8回  | 1975年12月日   | 1975年12月日   | 櫻與一郎            |
| 第9回  | 1976年12月9日  | 1976年12月9日  | 都春美              |
| 第10回 | 1977年12月8日  | 1977年12月8日  | 小林旭              |
| 第11回 | 上半年         | 1978年月日     | 增位山              |
| 第11回 | 年間           | 12月7日        | 澤田研二            |
| 第12回 | 1979年12月6日  | 1979年12月6日  | 小林幸子            |
| 第13回 | 上半年         | 1980年月日     | Monta & Brothers    |
| 第13回 | 年間           | 12月4日        | Monta & Brothers    |
| 第14回 | 上半年         | 1981年月日     | 寺尾聰              |
| 第14回 | 年間           | 12月17日       | 山本讓二            |
| 第15回 | 上半年         | 1982年7月4日   | 南方之星            |
| 第15回 | 年間           | 12月9日        | 細川貴志            |
| 第16回 | 上半年         | 1983年月日     | 佳山明生            |
| 第16回 | 年間           | 12月8日        | 都春美 岡千秋       |
| 第17回 | 上半年         | 1984年月日     | 安全地帶            |
| 第17回 | 年間           | 12月13日       | 鄧麗君              |
| 第18回 | 上半年         | 1985年月日     | 吉幾三              |
| 第18回 | 年間           | 12月12日       | 鄧麗君              |
| 第19回 | 上半年         | 1986年7月13日  | 中森明菜            |
| 第19回 | 年間           | 12月11日       | 鄧麗君              |
| 第20回 | 上期           | 1987年7月5日   | 吉幾三              |
| 第20回 | 年間           | 12月10日       | 瀨川瑛子            |
| 第21回 | 上期           | 1988年7月日    | 鄧麗君              |
| 第21回 | 年間           | 12月8日        | 吉幾三              |
| 第22回 | 上期           | 1989年月日     | Wink                |
| 第22回 | 年間           | 12月7日        | Wink                |
| 第23回 | 1990年12月6日  | 1990年12月6日  | 堀內孝雄            |
| 第24回 | 1991年12月12日 | 1991年12月12日 | 澤田知可子          |
| 第25回 | 1992年12月10日 | 1992年12月10日 | 米米CLUB            |
| 第26回 | 1993年12月9日  | 1993年12月9日  | 高山嚴              |
| 第27回 | 1994年11月26日 | 1994年11月26日 | 藤谷美和子 大內義昭 |
| 第28回 | 1995年11月25日 | 1995年11月25日 | 射亂Q               |
| 第29回 | 1996年11月23日 | 1996年11月23日 | 射亂Q               |
| 第30回 | 1997年11月29日 | 1997年11月29日 | GLAY                |
| 第31回 | 1998年11月21日 | 1998年11月21日 | 彩虹樂團            |
| 第32回 | 1999年11月20日 | 1999年11月20日 | GLAY                |
| 第33回 | 2000年11月18日 | 2000年11月18日 | 濱崎步              |